# كولومبيا فولز
كولومبيا فولز (مونتانا) (بالإنجليزية: Columbia Falls, Montana)‏ هي مدينة تقع في الولايات المتحدة في مقاطعة فلاتهيد، مونتانا. يقدر عدد سكانها بـ 4,688 نسمة ومساحتها 5.31 كم2 وترتفع عن سطح البحر 941 متر.

## التركيبة السكانية
قام مكتب تعداد الولايات المتحدة بتحديد بيانات التركيبة السكانية لكولومبيا فولزفي تعداد الولايات المتحدة. في ما يلي، التركيبة السكانية حسب تعدادي 2000 و2010.

### تعداد عام 2000
بلغ عدد سكان كولومبيا فولز 3,645 نسمة بحسب تعداد عام 2000، وبلغ عدد الأسر 1,400 أسرة وعدد العائلات 966 عائلة مقيمة في المدينة. في حين سجلت الكثافة السكانية 2,402.9 نسمة لكل ميل مربع (927.8/كم2). وبلغ عدد الوحدات السكنية 1,470 وحدة بمتوسط كثافة قدره 969.1 نسمة لكل ميل مربع (374.2/كم2).
وتوزع التركيب العرقي للمدينة بنسبة 96.27% من البيض و 1.23% من الأمريكيين الأصليين و 0.49% من الأمريكيين ذوي الأصول الآسيوية و 0.08% من سكان جزر المحيط الهادئ و 0.25% من الأمريكيين الأفارقة و 1.26% من عرقين مختلطين أو أكثر.
بلغ عدد الأسر 1,400 أسرة كانت نسبة 36.3% منها لديها أطفال تحت سن الثامنة عشر تعيش معهم، وبلغت نسبة الأزواج القاطنين مع بعضهم البعض 52.0% من أصل المجموع الكلي للأسر، ونسبة 12.1% من الأسر كان لديها معيلات من الإناث دون وجود شريك، وكانت نسبة 31.0% من غير العائلات. تألفت نسبة 25.7% من أصل جميع الأسر من أفراد ونسبة 11.0% كانوا يعيش معهم شخص وحيد يبلغ من العمر 65 عاماً فما فوق. وبلغ متوسط حجم الأسرة المعيشية 3.06، أما متوسط حجم العائلات فبلغ 2.52.
بلغ العمر الوسطي للسكان 36 عاماً. وكانت نسبة 28.3% من القاطنين تحت سن الثامنة عشر، وكانت نسبة 8.1% بين الثامنة عشر والأربعة وعشرون عاماً، ونسبة 28.6% كانت واقعةً في الفئة العمرية ما بين الخامسة والعشرون حتى والأربعة وأربعون عاماً، ونسبة 21.5% كانت ما بين الخامسة والأربعون حتى الرابعة والستون، ونسبة 13.4% كانت ضمن فئة الخامسة والستون عاماً فما فوق. يوجد لكل 100 أنثى 99.2 ذكر، ويوجد لكل 100 أنثى في الثامنة عشر من عمرها فما فوق 97.4 ذكر.
بلغ متوسط دخل الأسرة في المدينة 31,128 دولار، أما متوسط دخل العائلة فبلغ 40,794 دولار. وكان متوسط دخل الذكور 32,109 دولار مقابل 20,023 دولار للإناث. وسجل دخل الفرد الخاص بالمدينة 14,355 دولار. وكانت نسبة 12.5% من العائلات ونسبة 17.1% من السكان تحت خط الفقر، وكان من هؤلاء نسبة 25.8% تحت سن الثامنة عشر ونسبة 4.0% في الخامسة والستين من العمر وما فوق.

### تعداد عام 2010
بلغ عدد سكان كولومبيا فولز 4,688 نسمة بحسب تعداد عام 2010، وبلغ عدد الأسر 1,863 أسرة وعدد العائلات 1,215 عائلة مقيمة في المدينة. في حين سجلت الكثافة السكانية 2,286.8 نسمة لكل ميل مربع (882.9/كم2). وبلغ عدد الوحدات السكنية 1,994 وحدة بمتوسط كثافة قدره 972.7 لكل ميل مربع (375.6/كم2).
وتوزع التركيب العرقي للمدينة بنسبة 94.4% من البيض و 1.8% من الأمريكيين الأصليين و 0.4% من الأمريكيين ذوي الأصول الآسيوية و 0.2% من الأمريكيين الأفارقة و 2.9% من عرقين مختلطين أو أكثر.
بلغ عدد الأسر 1,863 أسرة كانت نسبة 35.0% منها لديها أطفال تحت سن الثامنة عشر تعيش معهم، وبلغت نسبة الأزواج القاطنين مع بعضهم البعض 47.9% من أصل المجموع الكلي للأسر، ونسبة 12.9% من الأسر كان لديها معيلات من الإناث دون وجود شريك، بينما كانت نسبة 4.5% من الأسر لديها معيلون من الذكور دون وجود شريكة وكانت نسبة 34.8% من غير العائلات. وبلغ متوسط حجم الأسرة المعيشية 3.02، أما متوسط حجم العائلات فبلغ 2.47.
بلغ العمر الوسطي للسكان 35.6 عاماً. وكانت نسبة 26% من القاطنين تحت سن الثامنة عشر، وكانت نسبة 8.5% بين الثامنة عشر والأربعة وعشرون عاماً، ونسبة 26.8% كانت واقعةً في الفئة العمرية ما بين الخامسة والعشرون حتى والأربعة وأربعون عاماً، ونسبة 25.3% كانت ما بين الخامسة والأربعون حتى الرابعة والستون، ونسبة 13.2% كانت ضمن فئة الخامسة والستون عاماً فما فوق. وتوزع التركيب الجنسي للسكان بنسبة 48.1% ذكور و51.9% إناث.